# ان‌جی‌سی ۳۵۰۴
ان‌جی‌سی ۳۵۰۴ (انگلیسی: NGC 3504) نام یک کهکشان مارپیچی میله‌ای در صورت فلکی شیر کوچک است.